# Evania tinctipennis
Evania tinctipennis är en stekelart som beskrevs av Cameron 1887. Evania tinctipennis ingår i släktet Evania och familjen hungersteklar. Inga underarter finns listade i Catalogue of Life.